# Louis Armitage
Louis Greaves Armitage (15 tháng 12 năm 1921 – 2000) là một cầu thủ bóng đá người Anh thi đấu ở vị trí Tiền đạo tầm xa.